# 카멜롯 (밴드)
카멜롯(Kamelot)은 미국의 파워 메탈, 프로그레시브 메탈 밴드이다.